# Colônia na Armênia
Colônia na Armênia (em latim: Colonia in Armenia; em armênio: Կոլոնիա; romaniz.: Kolonia) era uma cidade da antiga Armênia Menor, habitada durante os tempos helenísticos, romanos e bizantinos, a atual Xebincaraquiçar. Tornou-se importante o suficiente para ser a sede de um bispo, um sufragâneo na província romana tardia da Armênia Prima, mas desapareceu como a maioria na Ásia Menor. Não mais um bispado residencial, permanece, sob o nome de Colônia na Armênia, uma sé titular da Igreja Católica.